# Mike Krushelnyski
Michael „Mike“ Krushelnyski (* 27. April 1960 in Montreal, Québec) ist ein ehemaliger kanadischer Eishockeyspieler und -trainer ukrainischer Abstammung, der im Verlauf seiner aktiven Karriere zwischen 1978 und 1997 unter anderem 1.036 Partien für die Boston Bruins, Edmonton Oilers, Los Angeles Kings, Toronto Maple Leafs und Detroit Red Wings auf der Position des Centers bestritten hat. In Diensten der Edmonton Oilers gewann Krushelnyski insgesamt dreimal den Stanley Cup. Sein Sohn Alex ist ebenfalls professioneller Eishockeyspieler.

## Karriere

### Als Spieler
Krushelnyski begann seine Karriere 1978 in seiner Heimatstadt Montreal bei den Junior de Montréal in der kanadischen Juniorenliga Québec Major Junior Hockey League. Bereits ein Jahr später, während des NHL Entry Draft 1979, sicherten sich die Verantwortlichen der Boston Bruins die Transferrechte an dem Linksschützen, als sie ihn in der sechsten Runde an insgesamt 120. Position auswählten. Im Sommer 1980 wechselte er in die American Hockey League zu den Springfield Indians, wo er in seiner ersten Spielzeit 26 Tore und 29 Assists erzielen konnte. Zur Saison 1981/82 schloss er sich den Erie Blades an, dem damaligen Farmteam der Boston Bruins. Während der Spielzeit absolvierte er neben den 62 Partien in der AHL, auch 17 NHL-Spiele. 
Im folgenden Jahr gehörte er dann dem Stammkader der Boston Bruins an und erreichte mit seinem Team die Conference Finals der Play-offs, schied dort allerdings mit 2:4 Niederlagen gegen die New York Islanders aus. Krushelnyski hatte mit seinen acht Toren in den Play-offs großen Anteil an diesem Erfolg. Bereits während der regulären Saison kam er auf 65 Scorerpunkte in 79 Ligapartien.
Am 21. Juni 1984 gab das Management der Bruins Krushelnyski nach Edmonton ab, die im Gegenzug dafür Ken Linseman erhielten. In den folgenden vier Jahren bei den Edmonton Oilers, konnte der Center drei Mal den Stanley Cup, die Meisterschaft der NHL, gewinnen (1985, 1987, 1988). Die Zeit bei den Oilers war die erfolgreichste seiner gesamten Eishockeykarriere. In Edmonton spielte er zudem mit Wayne Gretzky zusammen und wurde 1985 von den Fans und Journalisten für das NHL All-Star Game nominiert. 
Während Krushelnyski in seiner ersten Saison 1984/85 in Edmonton eine offensive Rolle einnahm, ordnete ihm der damalige Trainer der Mannschaft, Glen Sather, ab der Spielzeit 1985/86 einen eher defensiveren Part zu. So kam es, dass sich seine Punktausbeute im Gegensatz zum Vorjahr mehr als halbierte. Dennoch waren seine Qualitäten am Bullypunkt sowie seine offensiv und defensiv ausgeglichene Spielweise wichtig für den Gewinn der Meisterschaft in den Jahren 1987 und 1988. 
Im Jahr 1988, nachdem er vier Spielzeiten bei den Oilers unter Vertrag stand, wurde er zusammen mit Wayne Gretzky und Marty McSorley im Tausch für Jimmy Carson, Martin Gélinas, die Erstrunden-Draftrechte der Jahre 1989, 1991, 1993 und einem Geldbetrag nach Los Angeles transferiert. Bei den Los Angeles Kings konnte er an seine guten Leistungen anknüpfen und punktete insgesamt 89 Spielen 67 Mal. Bereits während der Saison 1990/91 verließ er die Kings wieder und wurde am 9. November 1990 für John McIntyre an die Toronto Maple Leafs abgegeben. Mit den Maple Leafs erreichte er 1993 und 1994 die Conference Finals der Play-offs, schied dort mit seinem Team jedoch aus. 
Im Sommer 1994 unterschrieb er als Free Agent einen Vertrag bei den Detroit Red Wings, kam dort aber auf Grund des Spielerstreiks zu Beginn der Saison 1994/95 nur auf 28 NHL-Spiele und verlor mit den Red Wings das Finale um den Stanley Cup gegen die New Jersey Devils mit 0:4 Siegen. Nach der Spielzeit wurde sein Vertrag in Detroit nicht verlängert und Krushelnyski wechselte in die American Hockey League zu den Cape Breton Oilers, dem damaligen Farmteam der Edmonton Oilers. Dort wurde er 50 Mal eingesetzt und erzielte dabei 41 Scorerpunkte. In der NHL wurde er jedoch nicht mehr eingesetzt. Anschließend forcierte er einen Wechsel nach Europa und ging in der Spielzeit 1996/97 zwei Mal für den HC Milano 24 aufs Eis. Dies war die letzte Station seiner Karriere.

### Als Trainer
Nach dem Ende seiner aktiven Eishockeykarriere arbeitete Krushelnyski zwischen 1997 und 1999 zunächst in der Central Hockey League bei den Fort Worth Fire als Trainer. Dort verpasste er zweimal die Qualifikation für die Play-offs. Als der Verein im Jahr 1999 auf Grund von Erfolglosigkeit aufgelöst wurde, verließ er den Klub. Später trainierte er in der Saison 2007/08 den ERC Ingolstadt aus der Deutschen Eishockey Liga und zuletzt die russische Mannschaft Witjas Tschechow aus der Kontinentalen Hockey-Liga.

## Erfolge und Auszeichnungen
- 1985 Teilnahme am NHL All-Star Game
- 1985 Stanley-Cup-Gewinn mit den Edmonton Oilers
- 1987 Stanley-Cup-Gewinn mit den Edmonton Oilers
- 1988 Stanley-Cup-Gewinn mit den Edmonton Oilers

## Karrierestatistik
(Legende zur Spielerstatistik: Sp oder GP = absolvierte Spiele; T oder G = erzielte Tore; V oder A = erzielte Assists; Pkt oder Pts = erzielte Scorerpunkte; SM oder PIM = erhaltene Strafminuten; +/− = Plus/Minus-Bilanz; PP = erzielte Überzahltore; SH = erzielte Unterzahltore; GW = erzielte Siegtore; 1 Play-downs/Relegation; Kursiv: Statistik nicht vollständig)